# Homalia laevidentata
Homalia laevidentata là một loài rêu trong họ Neckeraceae. Loài này được S. Okamura mô tả khoa học đầu tiên năm 1915.